# Amok (película de 1944)
Amok es una película mexicana de drama romántico de 1944, escrita y dirigida por Antonio Momplet y protagonizada por María Félix y Julián Soler. La película está basada en la novela Amok escrita por el austriaco Stefan Zweig.

## Sinopsis
El doctor Jorge Martell (Julián Soler) malversa los fondos de su clínica parisina, con el fin de complacer los caprichos de su manipuladora amante, la señora Travis (María Félix). Después de perder todo el dinero, se ve obligado a huir a una región subdesarrollada de la India. Allí, se trata de paliar los embates de una enfermedad que los nativos denominan "Amok", mientras que sus errores del pasado todavía le atormentan, sobre todo cuando una misteriosa mujer, la señora Belmont (María Félix), se presenta en su consultorio para que le realice un aborto. El sorprendente parecido físico de la mujer con su anterior amante, lo terminará por enloquecer.

## Reparto
- María Félix como Madame Travis / Señora Belmont.
- Julián Soler como el Doctor Jorge Martell.
- Stella Inda como Tara.
- Miguel Ángel Ferriz Sr. como el Gobernador.
- José Baviera como Señor Belmont
- Paco Fuentes como Doctor Rozier
- Miguel Arenas como Tío de Jorge
- Kali Karlo como Sirviente
- Carolina Barret como Rosa, sirvienta
- Gustavo Rojo
- Arturo Soto Rangel como Don Eduardo
- Lupe del Castillo como Vieja abortista
- José Goula como Luis Bluementhal

## Comentarios
Es la única cinta en donde María Félix aparece rubia.